# Linia kolejowa nr 998
Linia kolejowa nr 998 – jednotorowa, niezelektryfikowana linia kolejowa znaczenia miejscowego, łącząca posterunek odgałęźny Szczecin Wstowo z bocznicą szlakową Elektrownia Pomorzany.
Linia umożliwia obsługę bocznicy Elektrowni Pomorzany przez pociągi towarowe jadące z kierunku Szczecina Portu Centralnego, Szczecina Wzgórza Hetmańskiego oraz Szczecina Gumieniec.